# Vladimir Voronin
Vladimir Nikolajevič Voronin (* 25. května 1941, Corjova, Moldavská SSR) je moldavský politik a bývalý prezident Moldavska (2001 až 2009).

## Životopis
V 1961 vystudoval Kišiněvské družstevní učiliště. Pracovní činnost začal ihned po ukončení učiliště a to na pozici vedoucího pekárny v Criuleni. Od 1966 po 1971 působil ve funkci ředitele Dubasarské velkopekárny. V 1971 absolvoval Celosvazový potravinářský institut. Později pracoval ve státní správě.

## Politická kariéra
Voronin je členem Strany komunistů Moldavské republiky za kterou byl v roce 2001 zvolen prezidentem a svůj mandát v roce 2005 obhájil.
V dubnu 2009 se vyslovil proti demonstracím studentů, kteří nesouhlasí s vítězstvím komunistické strany ve volbách. 12. května 2009 byl zvolen do čela moldavského parlamentu, čímž si i po odstoupení z prezidentské funkce hodlá udržet moc v zemi. Opozice tuto volbu bojkotovala. Na 28. května byla naplánována volba příští hlavy státu, dosavadní premiérce a kandidátce vládnoucích komunistů Zinaidě Greceanîiové chyběl ku zvolení jeden hlas. Druhé kolo volby plánované na 28. května bylo (oficiálně z důvodu církevního svátku) odloženo na 3. června.
I tato volba byla neúspěšná. V souladu s ústavou musel být parlament rozpuštěn a byly vypsány nové parlamentní volby. Ty se konaly 29. července 2009, a přestože v nich opětovně zvítězili komunisté, ztratili v parlamentu nadpoloviční většinu a opozice je odhodlána vytvořit koalici bez jejich účasti. Patová politická situace však v zemi nekončí, neboť ani komunisté, ani opozice nemají dostatek hlasů pro zvolení nového prezidenta, který jediný je oprávněn jmenovat nového premiéra a vládu.
Vladimir Voronin oznámil 11. září 2009 v televizním projevu, že odstoupil z prezidentské funkce a předal moc nekomunistické, prozápadně orientované opozici. Jeho dočasným nástupcem se stal předseda parlamentu Mihai Ghimpu.

## Vyznamenání
- Řád knížete Jaroslava Moudrého I. třídy – Ukrajina, 24. května 2006[2]
- Řád Spasitele – Řecko, 13. června 2007[3]
- Velký řád krále Tomislava – Chorvatsko, 17. února 2009 – za mimořádný přínos k rozvoji a zlepšování vztahů mezi Chorvatskem a Moldavskem a za podporu evropských myšlenek a projektu evropské integrace[4]
- Řád Stará planina – Bulharsko, 12. března 2009[5]